# Bresse-i tyúk

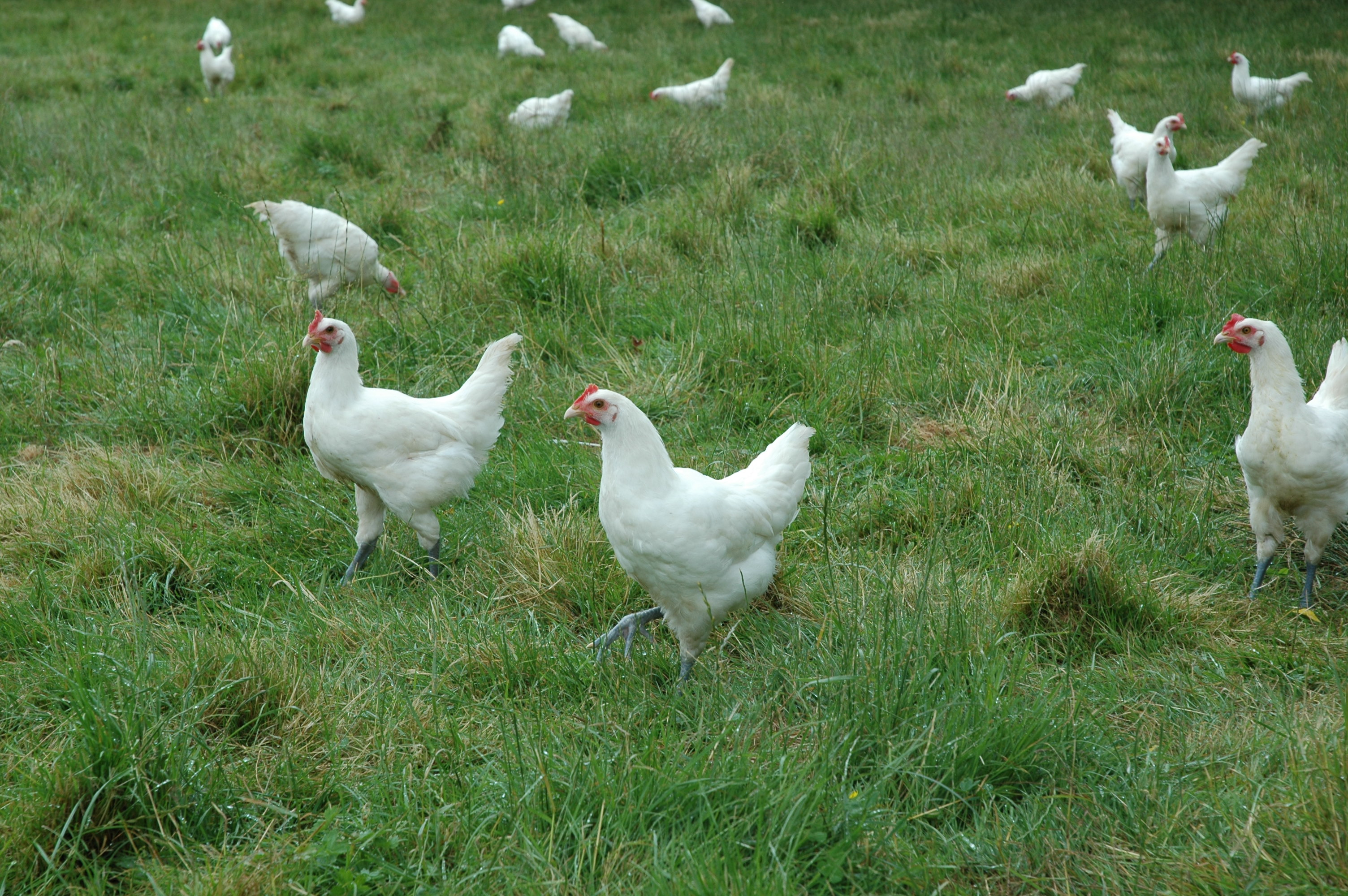
Bresse tyúkok

A bresse-i tyúk franciaországi haszonállat. Eredetvédettségét az AOC ellenőrzi, hogy valóban Bresse környékéről származzon az árucikk. 
Feltűnőek az állat kék csüdjei. Tulajdonképpen azt mondják, hogy a kék csüd, fehér tollazat és a piros taraj együttesen adják a francia zászló színeit. 

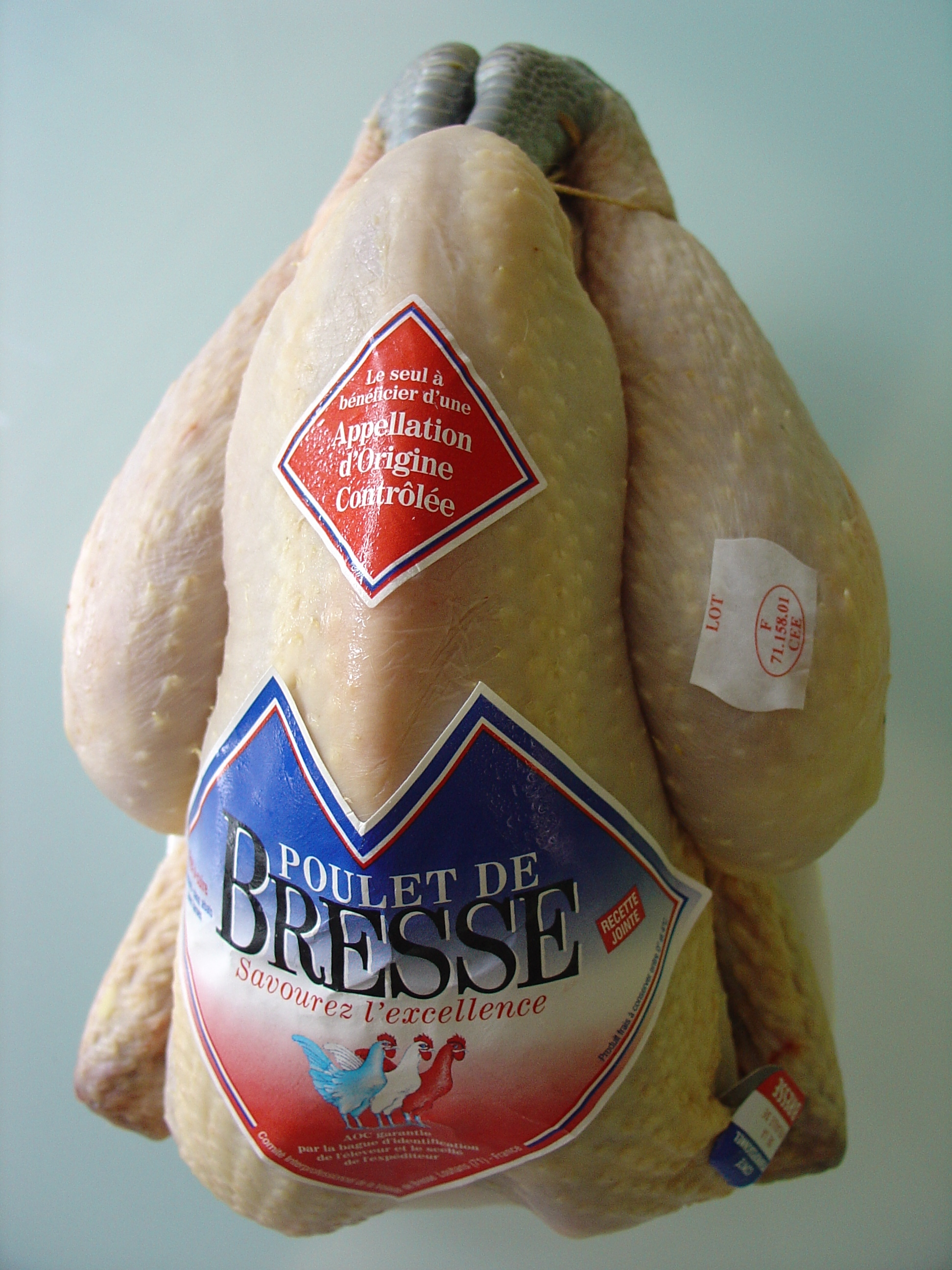
Bresse tyúk készen a felhasználásra

| Általános tulajdonságok: | Általános tulajdonságok:      |
| ------------------------ | ----------------------------- |
| Súlya                    | kakas 2,5-3 kg, tojó 2-2,5 kg |
| Gyűrűmérete              | kakas ?, tojó ?               |
| Tenyésztojás tömege      | min. 53 g                     |
| Tojáshéj színe           | vilagosbarna-krémes           |
| Éves tojáshozama         | 140-160 db                    |

A bresse tyúk kifejezetten szabadtéri tartást kíván. 10 m²-t számolnak egy állatra és csak térségben termesztett kukoricát vagy búzát fogyaszthatnak. A tenyésztőnél kerül feldolgozásra, és rákerül az eredetvédettségi, valamint egyéni bélyege. A megszabott állatonkénti minimális területnagyság, eletethető takarmány és egy minimális 4 hónapos kori feldolgozási idő megmutatkozik a magas árában.